# Silvia Cartwright
Silvia Rose Cartwright, född Poulter 7 november 1943 i Dunedin, var Nya Zeelands generalguvernör från 4 april 2001 till 4 augusti 2006. Hon har en bakgrund som advokat och var den första kvinnliga domaren av Nya Zeelands högsta domstol.

## Biografi
Cartwright föddes som dotter till Monteith Poulter (1910–1993) och Eileen Jane Poulter (född Joss, 1911–2004). Hon studerade i ungdomen vid University of Otago.
Efter ett antal år som jurist på en privat advokatfirma i Hamilton utsågs hon till domare vid distrikts- och familjerätten. Hon specialiserade sig på familjerätt som en följd av den lag som ägorätt inom äktenskapet som klubbades igenom i landet 1976.
1993 utsågs Cartwright som första kvinna till nyzeeländsk domare av högsta domstolen.
Mellan 2001 och 2006 verkade Cartwright som Nya Zeelands generalguvernör. Som sådan var hon under fem års tid landets monarks personliga företrädare i Nya Zeeland.
Efter tiden som generalguvernör har Cartwright bland annat verkat som medlem av FN-kommittén om avskaffandet av diskriminering emot kvinnor. Hon var fram till 2014 stationerad i Phnom Penh, som internationell domare vid den så kallade Khmer Rouge-tribunalen i Kambodja.

## Privatliv och övrigt
Cartwright är gift med Peter John Cartwright, född 1940. 2022 fick Cartwright emotta Order of New Zealand.